# Шипшина гвоздична
Шипшина гвоздична (Rosa caryophyllacea) — вид рослин з родини розових (Rosaceae); поширений у східно-центральній і південно-східній Європі.

## Опис
Кущ 100–200 см заввишки. Шипи на гілках різнотипні: 1) міцні, гакоподібно зі сплюсненою основою; 2) б. м. міцні і майже прямі або дещо нахилені донизу, з округлою основою, поодинокі; 3) дрібні, голчасті, переважно на квітконосних пагонах. Листочки з обох сторін голі.
Період цвітіння: травень — липень.

## Поширення
Поширений у східно-центральній і південно-східній Європі.
В Україні вид зростає біля доріг, на пустирях, узліссях і в чагарниках — на Прикарпатті, у Розточсько-Опільських лісах, західному і правобережного Лісостепу, правобережному й лівобережної злаково-лучному Степу і правобережному злаковому Степу.